# Rock in Rio VII
A sétima edição do Rock In Rio foi realizada nos dias 15, 16, 17, 21, 22, 23 e 24 de setembro de 2017 no Parque Olímpico do Rio de Janeiro, na Av. Embaixador Abelardo Bueno, Barra da Tijuca, no Rio de Janeiro. Diferente do que aconteceu nas últimas três edições a cidade do rock foi transferida para o Parque Olímpico do Rio de Janeiro com o intuito de aproveitar mais o espaço e proporcionar maior mobilidade urbana ao público.

## Possível Última Edição no Brasil
Conforme o empresário e idealizador do Rock in Rio, Roberto Medina, a edição de 2017 do festival pode ser a última no Brasil. Em entrevista à Revista Veja Rio, o responsável pelo evento afirmou que pretende focar em cidades como Lisboa e Las Vegas nos próximos anos.
"Vou dizer uma coisa que nunca disse a ninguém: se nada mudar neste país, esse será meu último Rock in Rio. Não faz sentido ficar aqui. E não é para ir para Portugal, é para sair daqui. Não consigo conviver com tanta incompetência, tanta falta de cidadania. Às vezes me sinto sozinho. O que a gente tem de fazer, todos nós, é reivindicar mudanças, ajudar e resolver a questão de segurança pública pra valer. É difícil, mas temos que tentar", contou Medina.
O empresário ainda ressaltou sua indignação com a falta de mobilidade da população brasileira. "O que me incomoda é a apatia da sociedade como um todo, e aí incluo os políticos, empresários e os cidadãos comuns", disse.

## Line-up
| Palco Mundo                                                                        | Palco Sunset |
| Sexta-feira, 15 de setembro                                                        | Sexta-feira, 15 de setembro |
| ---------------------------------------------------------------------------------- | --- |
| - Maroon 5 - 5 Seconds of Summer - Pet Shop Boys - Ivete Sangalo                   | - Salve o Samba!: Monarco, Martinho da Vila, Jorge Aragão, Alcione, Mart'nália, Roberta Sá e Criolo - Fernanda Abreu convida Focus Cia. de Dança e Dream Team do Passinho - Céu convida Boogarins - SG Lewis                  |
| Sábado, 16 de setembro                                                             | |
| - Maroon 5 - Fergie - Shawn Mendes - Skank                                         | - Miguel convida Emicida - Rael convida Elza Soares - Blitz convida Alice Caymmi e Davi Moraes - Palco Sunset homenageia João Donato: Lucy Alves, Emanuelle Araújo, Tiê e Mariana Aydar                                       |
| Domingo, 17 de setembro                                                            | |
| - Justin Timberlake - Alicia Keys - Walk the Moon - Frejat                         | - Nile Rodgers & Chic - Maria Rita convida Melody Gardot - Johnny Hooker convida Liniker e Almério - HMB & Virgul & Carlão |
| Quinta-feira, 21 de setembro                                                       | |
| - Aerosmith - Def Leppard - Fall Out Boy - Scalene                                 | - Alice Cooper convida Arthur Brown - The Kills - Tyler Bryant & The Shakedown - Ana Cañas convida Hyldon |
| Sexta-feira, 22 de setembro                                                        | |
| - Bon Jovi - Tears for Fears - Alter Bridge - Jota Quest                           | - Ney Matogrosso & Nação Zumbi - O Grande Encontro: Elba Ramalho, Alceu Valença & Geraldo Azevedo convidam Bande de Pífanos Zé do Estado e Grupo Grial de Dança - BaianaSystem convida Titica - Sinara convida Mateus Aleluia |
| Sábado, 23 de setembro                                                             | |
| - Guns N' Roses - The Who - Incubus - Titãs                                        | - CeeLo Green convida Iza - Bomba Estéreo convida Karol Conká - Cidade Negra canta Gilberto Gil e convida DigitalDubs e Maestro Spok - Quabales convida Margareth Menezes                                                     |
| Domingo, 24 de setembro                                                            | |
| - Red Hot Chili Peppers - Thirty Seconds to Mars - The Offspring - Capital Inicial | - Sepultura - República - Doctor Pheabes & Supla - Ego Kill Talent |

## Vendas de ingressos e atrações
A venda oficial dos ingressos do Rock in Rio começaram a ser vendidas a partir das 19 horas do dia 6 de abril de 2017. O ingresso em formato de cartão dará lugar a uma pulseira, que deverá ser colocada no dia do evento. As atrações do festival ainda não foi totalmente divulgada. Até o momento, foram confirmados alguns nomes, eis as principais atrações: Maroon 5, Fergie, Justin Timberlake, Guns N' Roses, The Who, Red Hot Chili Peppers, Aerosmith, Bon Jovi, Shawn Mendes, 5 Seconds of Summer, Alicia Keys, Fall Out Boy, 30 Seconds to Mars, Walk the Moon, Tears for Fears, Def Leppard, Incubus, The Offspring, Alter Bridge, Alice Cooper, CeeLo Green, Pet Shop Boys, Jota Quest, Capital Inicial, Skank, Titãs, e Ivete Sangalo, além da presença do cover brasileiro do cantor Michael Jackson, Rodrigo Teaser.